# Sarkin Yamma
Sarkin Yamma, o anche Serki Yama, è un comune rurale del Niger facente parte del dipartimento di Madarounfa nella regione di Maradi.